# Ritu Sarin

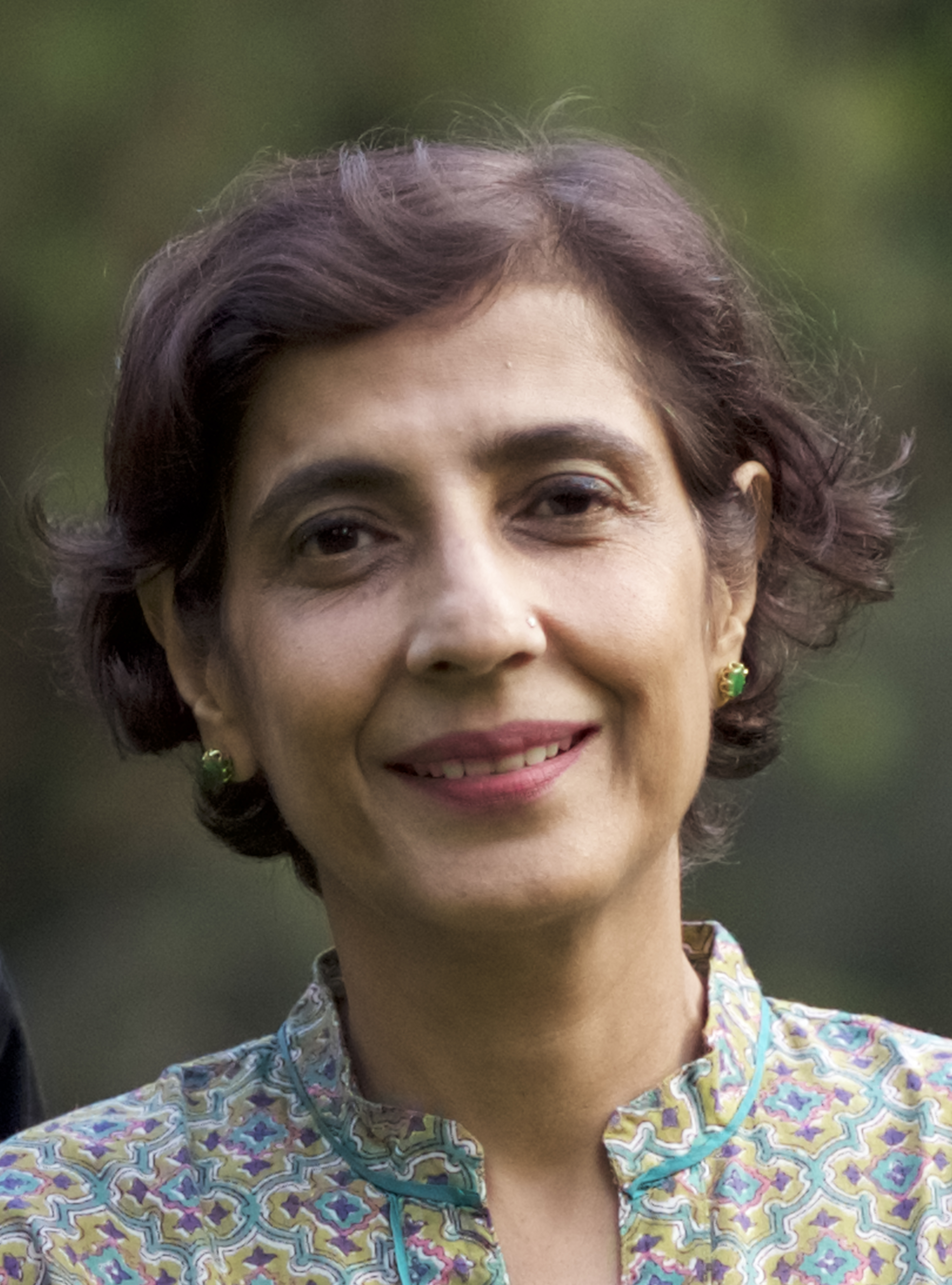
Ritu Sarin (2016)

Ritu Sarin (Hindi रितु सरीन; * 1960 in New Delhi) ist eine indische Filmproduzentin und Filmregisseurin.
Sarin wurde in Indien geboren und ging in London zur Schule, bevor sie an der University of Delhi den Bachelor absolvierte. In Brüssel arbeitete sie drei Jahre lang in der Marketingabteilung der Organisation Tea Board of India. Den Master für Film und Video erlangte sie am California College of the Arts in Oakland.
Sarin und ihr Partner Sonam drehten 1985 den ersten gemeinsamen Film The New Puritans: The Sikhs of Yuba City. 1990 gründete Ritu Sarin in London gemeinsam mit Tenzin Sonam die Produktionsfirma White Crane Films. Die 1991 veröffentlichte Dokumentation The Reincarnation of Khensur Rinpoche wurde nach einem gelungenen Kinostart in mehreren Ländern aufgeführt. Sie produzierten im Auftrag der BBC mehrere Dokumentationen, darunter The Trials of Telo Rinpoche und The Shadow Circus: The CIA in Tibet. 1996 zogen die beiden Filmemacher nach Dharamsala in Indien, dem Sitz der Tibetischen Exilregierung, um ihren ersten dokumentarischen Spielfilm Dreaming Lhasa fertigzustellen, der 2005 auf dem Toronto International Film Festival uraufgeführt wurde. Ritu Sarin und Tenzin Sona wurden 2011 von Hans Ulrich Obrist zum KHOJ Marathon in New Delhi eingeladen. 2012 gründeten Sarin und Sonam das Dharamshala International Film Festival.